# العلاقات الأوغندية الإندونيسية
العلاقات الأوغندية الإندونيسية هي العلاقات الثنائية التي تجمع بين أوغندا وإندونيسيا.

## مقارنة بين البلدين
هذه مقارنة عامة ومرجعية للدولتين:
| وجه المقارنة                                              | أوغندا                        | إندونيسيا         |
| --------------------------------------------------------- | ----------------------------- | ----------------- |
| المساحة (كم2)                                             | 241.04 ألف                    | 1.90 مليون        |
| عدد السكان (نسمة)                                         | 42.86 مليون                   | 263.99 مليون      |
| الكثافة السكانية (ن./كم²)                                 | 177.81                        | 138.94            |
| العاصمة                                                   | كامبالا                       | جاكرتا            |
| اللغة الرسمية                                             | لغة إنجليزية، اللغة السواحلية | اللغة الإندونيسية |
| العملة                                                    | شيلينغ أوغندي                 | روبية إندونيسية   |
| الناتج المحلي الإجمالي (بليون دولار)                      | 25.89 مليار                   | 1.02 تريليون      |
| الناتج المحلي الإجمالي (تعادل القوة الشرائية) بليون دولار | 72.25 مليار                   | 2.85 تريليون      |
| الناتج المحلي الإجمالي الاسمي للفرد دولار أمريكي          | 705                           | 3.35 ألف          |
| الناتج المحلي الإجمالي للفرد دولار أمريكي                 | 1.77 ألف                      | 10.52 ألف         |
| مؤشر التنمية البشرية                                      | 0.483                         | 0.684             |
| رمز المكالمات الدولي                                      | +256                          | +62               |
| رمز الإنترنت                                              | .ug                           | .id               |
| المنطقة الزمنية                                           | ت ع م+03:00                   |                   |

## منظمات دولية مشتركة
يشترك البلدان في عضوية مجموعة من المنظمات الدولية، منها:
| علم المنظمة | اسم المنظمة                               | تاريخ انضمام أوغندا | تاريخ انضمام إندونيسيا |
| ----------- | ----------------------------------------- | ------------------- | ---------------------- |
|             | مؤسسة التنمية الدولية                     | 27 سبتمبر 1963      | 20 أغسطس 1968          |
|             | يونسكو                                    | 9 نوفمبر 1962       | 27 مايو 1950           |
|             | وكالة ضمان الاستثمار متعدد الأطراف        | 10 يونيو 1992       | 12 أبريل 1988          |
|             | الأمم المتحدة                             | 25 أكتوبر 1962      | 28 سبتمبر 1950         |
|             | الفريق المعني برصد الأرض                  | ?                   | ?                      |
|             | الاتحاد البريدي العالمي                   | ?                   | ?                      |
|             | البنك الدولي للإنشاء والتعمير             | 27 سبتمبر 1963      | 13 أبريل 1967          |
|             | منظمة التعاون الإسلامي                    | ?                   | ?                      |
|             | منظمة حظر الأسلحة الكيميائية              | ?                   | ?                      |
|             | الاتحاد الدولي للاتصالات                  | 8 مارس 1963         | 1949                   |
|             | مؤسسة التمويل الدولية                     | 27 سبتمبر 1963      | 23 أبريل 1968          |
|             | المركز الدولي لتسوية المنازعات الاستشارية | 14 أكتوبر 1966      | 28 أكتوبر 1968         |
|             | منظمة التجارة العالمية                    | ?                   | ?                      |
|             | منظمة الشرطة الجنائية الدولية             | ?                   | 5 أكتوبر 1954          |

## وصلات خارجية
- موقع وزارة الخارجية الأوغندية
- موقع وزارة الخارجية الإندونيسية